# بوحه (فلم)
بوحة فيلم كوميدي مصري إنتاج عام 2005، من بطولة محمد سعد ومي عز الدين وحسن حسني ولبلبة.

## قصة الفيلم
تدور أحداث الفيلم حول بوحة الصباح (محمد سعد)، الذي يرث نصف مليون جنيه ولكنه يجب أن يبحث عن الإرث في القاهرة، في المذبح تحديدا، وللحصول علي الإرث يجب على بوحة أن يشارك المباحث في القبض على عصابة اللحوم الفاسدة وتتوال الأحداث في القاهرة ما بين كوميديا وإثارة ورومانسية حين يقابل كته والتي تجسدها (مي عز الدين) وشخصيه الأم حلويات وهي الفنانة (لبلبة) ليشتركوا مع بوحه في الخط الدرامي للفيلم

## الممثلون
- محمد سعد
- مي عز الدين
- حسن حسني
- لبلبة
- مجدي كامل
- هشام المليجي
- غريب محمود
- منير مكرم
- بدرية طلبة
- سليمان عيد
- محي الدين عبد المحسن

## روابط خارجية
- مقالات تستعمل روابط فنية بلا صلة مع ويكي بيانات